# Sexualité des adolescents
La sexualité des adolescents est une étape du développement humain au cours de laquelle ces derniers expérimentent et explorent leurs sentiments sexuels. L'intérêt pour la sexualité s'intensifie au début de la puberté, et celle-ci constitue souvent un aspect essentiel de la vie des adolescents. L'intérêt sexuel peut se manifester de diverses manières, telles que le flirt, les baisers, la masturbation ou les relations sexuelles avec un partenaire. Comme chez les adultes, l'intérêt sexuel chez les adolescents peut varier considérablement et est influencé par les  normes culturelles, les coutumes, l'éducation sexuelle, ainsi que par une éducation sexuelle complète, l'orientation sexuelle et les contrôles sociaux, tels que les lois sur l'âge de consentement.
L'activité sexuelle en général est associée à divers risques, exacerbés par l'excitation inhabituelle liée à la stimulation sexuelle, l'attention portée à l'attrait sexuel et le nouveau niveau d'intimité physique et de vulnérabilité psychologique créé par les rencontres sexuelles. Les risques liés aux rapports sexuels comprennent les grossesses non désirées et la transmission d'infections sexuellement transmissibles telles que le VIH/SIDA, pouvant être réduits grâce à la disponibilité et à l'utilisation du préservatif ou à l'adoption d'autres pratiques sexuelles  sans risque. Les contraceptifs réduisent spécifiquement les risques de grossesse chez les adolescentes.

## Développement de la sexualité
La sexualité des adolescents débute à la puberté. Le processus de maturation sexuelle engendre un intérêt sexuel et stimule les processus de pensée. Le comportement sexuel ultérieur est déclenché par la sécrétion d'hormones par l'hypothalamus et l'hypophyse antérieure. Ces hormones agissent sur les organes sexuels, initiant ainsi leur maturation. L'augmentation des niveaux androgènes et d'œstrogènes a un impact sur les processus de pensée des adolescents et est décrite comme étant présente dans l'esprit de presque tous les adolescents une bonne partie du temps.
Bien que la plupart des adolescentes entament leur processus de maturation sexuelle de manière normale et prévisible, l'apparition des éléments suivants peut susciter des préoccupations chez les parents et les cliniciens :
- règles douloureuses
- douleur pelvienne chronique
- obstruction partielle de l'écoulement vaginal/hymen imperforé
- défauts anatomiques possibles[4].

## Opinions sur l'activité sexuelle

### États-Unis
En 1996, une étude a documenté des entretiens réalisés auprès d'un échantillon d'élèves du premier cycle du secondaire aux États-Unis. Les résultats ont révélé que les filles étaient moins enclines à déclarer avoir déjà eu des relations sexuelles par rapport aux garçons. Pour ceux ayant eu des rapports sexuels, la proportion de filles et de garçons récemment actifs sexuellement était similaire. Les chercheurs ont avancé l'hypothèse que le moindre nombre de déclarations chez les filles pouvait être lié à leur perception de la parentalité adolescente comme un problème plus préoccupant que pour les garçons. On supposait que les filles adoptaient des attitudes sexuelles plus conservatrices, croyant davantage en leur capacité à maîtriser leurs pulsions sexuelles. Les filles associaient plus négativement l'activité sexuelle à ses impacts sur leurs objectifs futurs. Dans l'ensemble, les filles ressentaient moins de pression de la part de leurs pairs pour initier des relations sexuelles, tandis que les garçons déclaraient une pression plus prononcée en ce sens.
Une étude ultérieure a remis en question les attitudes des adolescents. Lorsqu'elles sont interrogées sur l'abstinence, de nombreuses filles ont exprimé un sentiment de conflit. Elles tentaient de concilier le maintien d'une réputation favorable avec le maintien d'une relation amoureuse, tout en exprimant le désir de se comporter de manière adulte. En revanche, les garçons percevaient les relations sexuelles comme un capital social. Beaucoup estimaient que leurs pairs masculins abstinents auraient plus de difficulté à grimper l'échelle sociale par rapport à ceux qui étaient sexuellement actifs. Certains garçons ont affirmé que, pour eux, les risques associés aux relations sexuelles n'étaient pas aussi préoccupants que les risques sociaux découlant du choix de rester abstinents.

### Concepts sur la perte de virginité
Aux États-Unis, à partir de 1980, des programmes mandatés par le gouvernement fédéral ont promu l'abstinence sexuelle chez les adolescents, incitant ces derniers à s'orienter vers le sexe oral. Environ un tiers des adolescents ont perçu le sexe oral comme une forme d'abstinence, selon une étude.
Jusqu'à leur premier rapport sexuel, les adolescents tendent à percevoir la virginité de différentes manières, la considérant généralement comme un cadeau, un stigmate ou une étape normale du développement. Les filles ont tendance à voir la virginité comme un cadeau, alors que les garçons la perçoivent plutôt comme un stigmate. Lors d'entretiens, certaines filles ont exprimé la conviction qu'offrir leur virginité équivalait à offrir un cadeau très spécial à leur partenaire. En conséquence, elles attendaient souvent quelque chose en retour, tel qu'un approfondissement de l'intimité émotionnelle ou même la virginité de leur partenaire. Cependant, elles se sentaient fréquemment démunies, car elles avaient souvent l'impression de ne pas avoir obtenu ce qu'elles attendaient en retour. Cela créait une dynamique où elles percevaient un déséquilibre de pouvoir dans leur relation, ayant le sentiment d'avoir renoncé à quelque chose sans que leur action ne soit pleinement reconnue.
Considérer la virginité comme un stigmate a eu des conséquences néfastes pour de nombreux garçons, générant un profond sentiment de honte. Souvent, ils cherchaient à dissimuler le fait qu'ils étaient vierges à leur partenaire, suscitant parfois des moqueries et des critiques quant à leurs compétences sexuelles limitées. Les filles qui percevaient la virginité comme un stigmate n'ont pas éprouvé cette même honte. Même si elles partageaient en privé cette vision, elles estimaient que la société valorisait leur virginité en raison du stéréotype associant les femmes à la passivité sexuelle. Elles croyaient que cela facilitait la perte de leur virginité lorsqu'elles le souhaitaient, car elles pensaient que la société avait une vision plus positive des femmes vierges, les rendant ainsi plus sexuellement attirantes. En revanche, percevoir la perte de la virginité comme faisant partie d'un processus naturel de développement a contribué à réduire les déséquilibres de pouvoir entre les garçons et les filles. Ces individus se sentaient moins affectés par les opinions extérieures et avaient un plus grand contrôle sur leur expérience sexuelle individuelle. Les adolescents étaient toutefois plus enclins que les adolescentes à considérer la perte de leur virginité comme un aspect positif de leur sexualité, en raison de son acceptation plus importante au sein de leur groupe social.

## Comportement
| Pays              | Garçons (%) | Filles (%) |
| ----------------- | ----------- | ---------- |
| Autriche          | 21.7        | 17.9       |
| Belgique          | 24.6        | 23         |
| Canada            | 24.1        | 23.9       |
| Croatie           | 21.9        | 8.3        |
| Angleterre        | 34,9        | 39,9       |
| Estonie           | 18,8        | 14.1       |
| Finlande          | 23.1        | 32,7       |
| France            | 25.1        | 17.7       |
| Grèce             | 32,5        | 9.5        |
| Hongrie           | 25          | 16.3       |
| Israël            | 31          | 8.2        |
| Lettonie          | 19.2        | 12.4       |
| Lituanie          | 24.4        | 9.2        |
| Macédoine du Nord | 34.2        | 2.7        |
| Pays-Bas          | 23.3        | 20,5       |
| Pologne           | 20,5        | 9.3        |
| Portugal          | 29.2        | 19.1       |
| Écosse            | 32.1        | 34.1       |
| Slovénie          | 45.2        | 23.1       |
| Espagne           | 17.2        | 13.9       |
| Suède             | 24.6        | 29,9       |
| Suisse            | 24.1        | 20.3       |
| Ukraine           | 25.1        | 24         |
| Pays de Galles    | 27.3        | 38,5       |

### Contrôle des naissances
En 2002, une enquête a été réalisée dans plusieurs pays européens afin d'étudier le comportement sexuel des adolescents. Parmi un échantillon de jeunes de 15 ans provenant de 24 pays, la majorité des participants ont affirmé n'avoir jamais eu de rapports sexuels. Pour ceux qui étaient sexuellement actifs, une grande majorité (82,3 %) avait utilisé une contraception lors de leur dernier rapport sexuel.
Une étude danoise représentative à l'échelle nationale a révélé que les adolescentes utilisant la forme la plus courante de pilule contraceptive, une pilule combinée contenant des œstrogènes et un progestatif, présentent un risque accru de 80 % de se voir prescrire un antidépresseur par rapport à celles qui n'utilisent pas de contraception. De plus, les adolescentes prenant des pilules progestatives présentent un risque accru de 120 %. Le risque de dépression est triplé chez les adolescentes utilisant des formes de contraception hormonale non orales.

### Fonctionnement sexuel des adolescents: similitudes et différences entre les sexes
Lucia O'Sullivan et ses collègues ont mené une étude sur le fonctionnement sexuel des adolescents, comparant un échantillon d'adolescents à un échantillon d'adultes, et n'ont identifié aucune différence significative entre eux. Les niveaux de désir, de satisfaction et de fonctionnement sexuel étaient généralement élevés parmi les participants âgés de 15 à 21 ans. De plus, aucune disparité significative entre les sexes n'a été observée en ce qui concerne la prévalence de la dysfonction sexuelle. En ce qui concerne les problèmes de fonctionnement sexuel mentionnés par les participants, les hommes ont le plus souvent signalé une anxiété liée à la performance sexuelle (81,4 %) et l'éjaculation précoce (74,4 %). D'autres problèmes fréquemment évoqués comprenaient des difficultés érectiles et des problèmes d'éjaculation. Dans l'ensemble, la plupart de ces problèmes n'étaient pas chroniques. Pour les filles, les problèmes courants comprenaient des difficultés liées à l'orgasme sexuel (86,7 %), le manque d'intérêt sexuel lors de situations sexuelles (81,2 %), une lubrification vaginale insatisfaisante (75,8 %), l'anxiété liée aux relations sexuelles (75,8 %) et des rapports sexuels douloureux (25,8 %). La plupart de ces problèmes signalés par les filles n'étaient pas persistants, à l'exception de l'incapacité à ressentir l'orgasme, qui semblait être un problème persistant pour certains participants.
Les auteurs ont identifié quatre tendances au cours de leurs entretiens : premièrement, le plaisir sexuel augmentait en corrélation avec la quantité d'expérience sexuelle des participants ; deuxièmement, ceux qui avaient rencontré des difficultés sexuelles tendaient à éviter généralement les activités sexuelles ; troisièmement, certains participants continuaient à s'engager dans une activité sexuelle régulière même s'ils n'étaient que peu intéressés ; enfin, de nombreux participants ressentaient de la douleur lors d'une activité sexuelle s'ils présentaient une faible excitation.
Une autre étude a révélé qu'il n'était pas rare que des adolescentes en couple déclarent éprouver peu de désir pour s'engager dans une activité sexuelle lorsqu'elles étaient en relation. Cependant, de nombreuses filles participaient à des activités sexuelles même si elles n'en avaient pas envie, afin d'éviter ce qu'elles percevaient comme une possible mise à l'épreuve de leurs relations. Le chercheur avance que cela pourrait être attribuable à la pression sociale exercée sur les filles pour qu'elles correspondent à l'image de "bonnes filles". Cette pression à être "bonne" peut conduire les adolescentes à penser qu'elles ne sont pas censées ressentir du désir de la même manière que les garçons. Même lorsqu'elles exprimaient ressentir du désir sexuel, elles pouvaient avoir le sentiment qu'elles n'étaient pas supposées ressentir ce désir et cherchaient souvent à dissimuler leurs sentiments. Cet exemple illustre comment les attentes sociales liées au genre peuvent influencer le fonctionnement sexuel des adolescents.

### Disparités entre les sexes dans le sexe oral chez les adolescents
Il existe des différences entre les sexes en ce qui concerne l'offre et la réception du sexe oral. Selon une étude, les jeunes hommes ont des attentes plus élevées en matière de relations sexuelles orales par rapport aux jeunes femmes, avec 43 % des hommes et 20 % des femmes s'attendant à en bénéficier. De plus, un nombre plus élevé de jeunes hommes ont signalé avoir eu des contacts oraux avec le pénis plutôt qu'avec la vulve d'une personne du sexe opposé. En outre, les jeunes hommes participent plus fréquemment à des relations sexuelles orales que les jeunes femmes. Une étude auprès d'étudiants américains a révélé que 62 % des participantes étaient plus susceptibles de déclarer avoir pratiqué le sexe oral plus souvent qu'elles n'en avaient reçu. Cependant, des proportions similaires de jeunes hommes et de jeunes femmes ont déclaré avoir eu des relations sexuelles orales.

### Au Canada
Un groupe de chercheurs canadiens a établi une corrélation entre l'estime de soi et l'activité sexuelle. Leur étude a révélé que les élèves, en particulier les filles, qui ont fait l'objet d'agressions verbales de la part de leurs enseignants ou ont été rejetés par leurs pairs, étaient plus enclins que les autres élèves à s'engager dans des relations sexuelles à la fin de la 7e année. Les chercheurs suggèrent qu'une faible estime de soi pourrait augmenter la probabilité d'une activité sexuelle, affirmant que "la faible estime de soi semble expliquer le lien entre le rejet par les pairs et les relations sexuelles précoces. Les filles ayant une mauvaise image d'elles-mêmes peuvent considérer le sexe comme un moyen de devenir « populaires », selon les chercheurs".

### En Inde
En Inde, il devient de plus en plus évident que les adolescents deviennent plus actifs sexuellement. Il existe des préoccupations quant à l'augmentation potentielle du VIH/SIDA parmi les adolescents, à l'accroissement des grossesses non désirées et des avortements, ainsi qu'à l'émergence de conflits avec les valeurs sociales contemporaines. Les adolescents ont un accès relativement limité aux soins de santé et à l'éducation. Avec des normes culturelles opposées aux comportements sexuels extraconjugaux, RS Goyal exprime des craintes selon lesquelles "ces implications pourraient revêtir des dimensions menaçantes pour la société et la nation".

## Grossesse chez les adolescentes
Après leur ménarche, qui correspond à la première période menstruelle généralement survenue entre 11 et 12 ans, les adolescentes acquièrent la capacité de concevoir. Des rapports sexuels, en particulier sans contraception, à la suite de la ménarche, peuvent entraîner une grossesse. Dans ce cas, l'adolescente enceinte a le choix entre une fausse couche, un avortement ou la poursuite de la grossesse jusqu'à son terme.
Les adolescentes enceintes font face à de nombreux défis similaires à ceux des femmes dans la vingtaine et la trentaine lors de l'accouchement. Cependant, les jeunes mères, en particulier celles de moins de 15 ans et celles vivant dans les pays en développement, rencontrent d'autres problèmes médicaux spécifiques. Par exemple, la fistule obstétricale représente un défi particulier pour les très jeunes mères dans les régions les plus pauvres,. Pour les mères âgées de 15 à 19 ans, les risques sont davantage liés à des facteurs socio-économiques qu'aux effets biologiques de l'âge. Cependant, des recherches ont démontré que le risque d'insuffisance pondérale à la naissance est associé à l'âge biologique lui-même, comme observé chez les adolescentes, même après avoir pris en compte d'autres facteurs de risque tels que le suivi des soins prénatals, etc.,

## Aspects juridiques

Âges de consentement pour les relations hétérosexuelles dans le monde, par pays
– 12
– 13
– 14
– 15
– 16
– 17
– 18
– doit être marié
- pas de données disponibles

Les relations sexuelles entre adultes et adolescents, ainsi qu'entre adolescents et des partenaires plus jeunes que l'âge local de consentement, sont généralement illégales, sauf dans les cas d'exemptions liées à la proximité d'âge, ou dans certaines juridictions où seules les relations sexuelles entre couples mariés sont considérées comme légales, comme dans certains pays islamiques. Dans de nombreuses juridictions, les rapports sexuels entre adolescents ayant une faible différence d'âge ne sont pas interdits. L'âge moyen du consentement dans le monde est d'environ 16 ans, mais cela varie considérablement, avec des exemples tels que 13 ans au Soudan, 16 ans en Espagne et au Canada, et 16 à 18 ans aux États-Unis. Dans certaines juridictions, l'âge de consentement peut différer pour les actes homosexuels par rapport aux actes hétérosexuels. De plus, l'âge du consentement dans une juridiction donnée est généralement aligné sur l'âge de la majorité, bien que parfois il puisse être plusieurs années plus jeune. Il convient également de noter que l'âge légal du consentement peut différer de l'âge légal pour le mariage dans certaines régions.

## Influence sociétale

### Perspective constructionniste sociale
La perspective constructionniste sociale sur la sexualité des adolescents examine comment le pouvoir, la culture, le sens et le genre interagissent pour influencer la sexualité des jeunes. Cette approche est étroitement liée au féminisme et à la théorie queer. Les partisans de cette perspective affirment que les significations actuelles attachées à la sexualité féminine et masculine sont en réalité des constructions sociales conçues pour maintenir le pouvoir en faveur des personnes hétérosexuelles et privilégiées. En d'autres termes, ils remettent en question les normes sociales et les constructions de genre liées à la sexualité des adolescents, soulignant comment elles sont influencées par des facteurs tels que le pouvoir et la culture.

### Perspective féministe développementale
La perspective féministe développementiste est étroitement liée à la perspective constructionniste sociale et se concentre sur la manière dont les normes de genre de la société influent sur le développement des adolescents, en particulier des filles. Certains chercheurs estiment que les adolescentes sont fortement impactées par les rôles de genre imposés par la société, ce qui, à son tour, influence leur sexualité et leur comportement sexuel. Deborah Tolman, par exemple, défend cette perspective en soulignant que les pressions sociales incitent les filles à se conformer à des normes de comportement considérées comme "bonnes". Selon Tolman, cela conduit les jeunes filles à accorder plus d'attention aux attentes externes qu'à leurs propres sentiments et expériences intérieurs liés à leur sexualité. Elle soutient que les jeunes filles apprennent à objectiver leur propre corps, les amenant à se voir comme des objets de désir plutôt que des individus autonomes. Ce processus, qu'elle appelle "désincarnation", peut conduire à un sentiment de détachement par rapport à leur propre corps et à leur sexualité. Ainsi, la perspective féministe développementiste met en lumière la manière dont les normes de genre façonnent les expériences des adolescentes et peut influencer leur compréhension de leur propre sexualité.

## Éducation sexuelle
L'éducation sexuelle, également appelée « éducation sexuelle » ou de manière informelle « éducation sexuelle », est une éducation sur l'anatomie sexuelle humaine, la reproduction sexuée, les rapports sexuels, le comportement sexuel humain et d'autres aspects de la sexualité, tels que l'image corporelle, l'orientation sexuelle, les fréquentations et les relations. . Les sources courantes d'éducation sexuelle sont les parents, les soignants, les amis, les programmes scolaires, les groupes religieux, les médias populaires et les campagnes de santé publique.
L'éducation sexuelle varie effectivement d'un pays à l'autre, et la manière dont elle est enseignée dépend souvent des politiques éducatives nationales et des valeurs culturelles. En France, l'éducation sexuelle est intégrée aux programmes scolaires depuis 1973. Les écoles sont encouragées à dispenser entre 30 et 40 heures d'éducation sexuelle, et les élèves de huitième et neuvième années peuvent recevoir des préservatifs. En janvier 2000, le gouvernement français a lancé une campagne d'information sur la contraception, utilisant des spots télévisés et radiophoniques, ainsi que la distribution de cinq millions de dépliants sur la contraception aux lycéens. Ces initiatives visent à informer les jeunes sur la santé sexuelle et à encourager des comportements responsables en matière de sexualité.
En Allemagne, l'éducation sexuelle fait partie des programmes scolaires depuis 1970, et depuis 1992, elle est une obligation gouvernementale selon la loi. Cette approche vise à fournir une éducation complète sur la santé sexuelle aux jeunes Allemands. Selon une enquête de Organisation mondiale de la santé réalisée en 2006 sur les habitudes des adolescents européens, les adolescents allemands se montrent préoccupés par la contraception. Le taux de natalité chez les Allemands âgés de 15 à 19 ans est de 11,7 pour 1 000 habitants, comparé à 2,9 pour 1 000 habitants en Corée et 55,6 pour 1 000 habitants aux États-Unis. Ces chiffres suggèrent une sensibilisation et une prévention efficaces en matière de santé sexuelle chez les adolescents allemands.

## Maturité cérébrale
Certaines études suggèrent que plusieurs régions du cerveau, situées dans le lobe frontal du cortex cérébral et dans hypothalamus, considérées comme cruciales pour la maîtrise de soi, la gratification différée, l'analyse des risques, l'appréciation, ainsi que la zone du cortex préfrontal, ne mûrissent pleinement que jusqu'au début de la vingtaine ou même vers l'âge de 25 ans,. On avance alors que, en partie à cause de ce développement cérébral en cours, les jeunes adolescents sont généralement moins équipés que les adultes pour prendre des décisions judicieuses et anticiper les conséquences du comportement sexuel. Il convient de noter que certaines études imagerie cérébrale et de corrélation comportementale qui caractérisent les adolescents comme ayant un cerveau immature ont été critiquées pour ne pas établir de lien causal, et ont été accusées de potentiellement perpétuer des préjugés culturels. Robert Epstein propose une perspective alternative en suggérant que les "troubles chez les adolescents", attribués aux différences de structure et de fonctionnement du cerveau entre les adolescents et les adultes, sont un phénomène relativement récent dans les sociétés occidentales et largement absent dans les sociétés préindustrielles. Il avance que ces difficultés résultent de Infantilisation des adolescents plutôt que de différences cérébrales inhérentes. Selon lui, si l'incompétence et l'irresponsabilité étaient réellement le résultat de différences cérébrales inhérentes, ces caractéristiques seraient présentes dans toutes les sociétés et cultures.

## Recherche historique
En 1988, les chercheurs Ronald Rindfuss et J. Richard Udry de l'Université de Caroline du Nord ont soumis une proposition à l'Institut national de la santé infantile et du développement humain (NICHD) afin d'étudier les comportements à risque des adolescents liés à la santé. L'objectif de l'étude était de recueillir des données sur les modèles de comportement sexuel des adolescents, susceptibles de les exposer à des maladies sexuellement transmissibles. Les chercheurs ont élaboré le plan de l'étude pour rassembler des données auprès d'un échantillon national de 24 000 jeunes, de la septième à la onzième année. L'American Teen Study avait initialement reçu l'approbation du Conseil consultatif national du NICHD ainsi que d'autres responsables du NICHD, obtenant ainsi un financement pouvant atteindre 2,5 millions de dollars pour la première année, débutant en mai 1991.
Un mois après le début officiellement approuvé de l'étude, le secrétaire de la Santé et des Services sociaux (HHS), Louis Sullivan, a annulé la recherche. Cette décision a été prise en réponse à des interrogations et à des critiques émanant de ceux qui ne croyaient pas que l'étude sur les comportements sexuels des adolescents serait bénéfique. Selon Charrow (1991), il s'agissait peut-être de la première révocation de financement déjà accordé. L'American Teen Study avait pour objectif de mettre en lumière l'importance d'explorer les comportements à risque des jeunes liés à la santé en collectant des données dans divers contextes sociaux, tels que le domicile et l'école. De nombreuses critiques ont condamné l'étude, arguant qu'elle examinait de manière excessive la question des comportements sexuels des adolescents.
Centers for Disease Control (1991), l'âge du premier rapport sexuel des jeunes filles américaines a commencé à diminuer entre 1985 et 1989. Au Massachusetts, le pourcentage d'adolescents déclarant avoir eu des rapports sexuels est passé de 55 % à 61 % entre 1986 et 1988. De plus, il a été observé que l'utilisation des préservatifs par les adolescents peut diminuer lorsqu'ils ont plusieurs partenaires sexuels. Les auteurs (1993) avancent que la théorie mathématique des épidémies met en lumière deux facteurs liés au taux d'augmentation des infections au cours d'une épidémie. Le premier facteur est la probabilité qu'une personne non infectée contracte le VIH d'une personne infectée. La transmission des maladies sexuellement transmissibles, telles que le VIH, dépend des comportements sexuels des individus, de leurs pratiques de sécurité personnelle lors des rapports sexuels et de la fréquence à laquelle ils sont en contact avec des partenaires sexuels.

## Voir également
- Disparité d'âge dans les relations sexuelles
- Sexualité des enfants
- Lois de Roméo et Juliette